# ديف يونغ (موسيقي)
ديف يونغ هو موسيقي كندي، ولد في 13 يناير 1982.

## وصلات خارجية
- الموقع الرسمي
- ديف يونغ على موقع ميوزك برينز (الإنجليزية)
- ديف يونغ على موقع ديسكوغز (الإنجليزية)